# 이고르 마토비치
이고르 마토비치(슬로바키아어: Igor Matovič, 1973년 5월 11일 ~)는 슬로바키아의 정치인이자 사업가이다. 보수주의 정당 평범한 사람과 독립적인 인격을 이끌어 2020년 총선에서 승리, 2020년부터 1년 동안 총리를 지냈다. 퇴임 후 에두아르트 헤게르 내각에서 재무장관을 지냈다.

## 생애
1973년 5월 11일 트르나바에서 태어났다. 2010년 자유와 연대 소속으로 총선에 출마해 국민의회 의원으로 당선되었다. 2020년 총선에서 그가 이끌었던 보수주의 정당 평범한 사람과 독립적인 인격은 방향-사회민주주의를 꺾고 1당을 차지하였다.